# Сена Ордагић
Сена Ордагић (Дервента, 27. септембар 1958) српска је фолк певачица.

## Биографија
Рођена је у Дервенти, где је завршила гимназију Владо Шупут.
Пажњу на себе скреће 1975. године песмом Добривоја Иванковића Ако једном одеш. Средином осамдесетих година двадесетог века, композитор Љуба Кешељ слушајући на радију песму Волим мајко комшију Милана, позива уредника Студија Б да се распита ко пева наведену песму и тако почиње успешна музичка сарадња, а касније ступају и у брак. 
Одувек је важила за лепу и расну жену, али увек је била скромна и никада није привлачила пажњу на себе изгледом или скандалима. У први план увек је истицала свој глас и песме. Њене најбоље песме урадио је њен супруг Љубо Кешељ, а песме се и данас се слушају и певају на радио станицама.
Поред Љубе Кешеља, сарађивала је и са Добривојем Иванковићем, Буцом Јовановићем, Љубом Недељковићем, Драганом Александрићем и многим врхунским композиторима народне музике.
Због врхунских интерпретација песама које је певала, поређена је са великом Видом Павловић. Врстан је извођач севдалинки, што је доказала албумом Мој бехаре 1992. године.

## Дискографија
Албуми
- Нећу песму јер ме боли (1983)
- Ја сам срећу заслужила (1987)
- Душу своју слади (1989)
- Био би ред (1991)
- Мој бехаре (1992)
- Сена (1993)
- Сањалица (1995)
- Ни у роду род (1996)
- Сена (1999)
- Сена (2001)
- Права жена (2006)

Синглови
- У животу једном се воли / Заборави моје име
- Ако једном одеш / Наша љубав лагано се гаси (1975)
- Врати се, сине / Друго моја (1977)
- Жељна сам твоје љубави / Чуј драгане, чуј срећо моја (1980)

## Фестивали
- 1990. Вогошћа, Сарајево - Неће моћи ове ноћи, победничка песма
- 1990. МЕСАМ - Губим те, прва награда за интерпретацију, прва награда за композицију и победничка песма
- 1991. МЕСАМ - Делија са Рудника
- 1992. Шумадијски сабор - Заједно с тобом (дует са Љубом Кешељом)
- 2008. Илиџа - Свака мајка која ћерку има (Вече легенди фестивала)